# Góra Złocień
Góra Złocień, także Kamienna Góra (niem. Steinberg) – wzgórze o wysokości pomiędzy 231,5 a 233,6 m n.p.m. leżące na Pojezierzu Bytowskim. Znajduje się pomiędzy miejscowościami Dalimierz i Gołogóra (gmina Polanów, powiat koszaliński), na wysokości jeziora Iłowatka. Leży w granicach Obszaru Chronionego Krajobrazu Okolice Żydowo-Biały Bór oraz specjalnego obszaru ochrony siedlisk Jezioro Bobięcińskie PLH320040.
Stanowi ona trzeci najwyższy szczyt województwa zachodniopomorskiego (po Górze Krajoznawców i Pomorskiej Górze Piasku), przez część źródeł bywa mylnie uznawany za najwyższy punkt województwa. Jest także najwyższym punktem w powiecie koszalińskim. W pobliżu Złocienia znajdują się dawna fabryka kruszywa i cmentarz ewangelicki, zaś około kilometr na północny zachód stoi RTCN Gołogóra. Polską nazwę Złocień w miejsce niemieckiej Steinberg nadano oficjalnie w 1950. Góra Złocień jest gęsto zalesiona, w związku z czym nie rozpościerają się z niej widoki na okolicę. Można na nią dotrzeć za pomocą leśnej drogi.